# Jezioro Wysockie
Jezioro Wysockie (kasz. Jezoro Wësocczé, niem. Wittstocker See) – jezioro w Polsce w województwie pomorskim, na skraju Pojezierza Kaszubskiego, pomiędzy Chwaszczynem, (powiat kartuski, gmina Żukowo), a miastem Gdańsk.

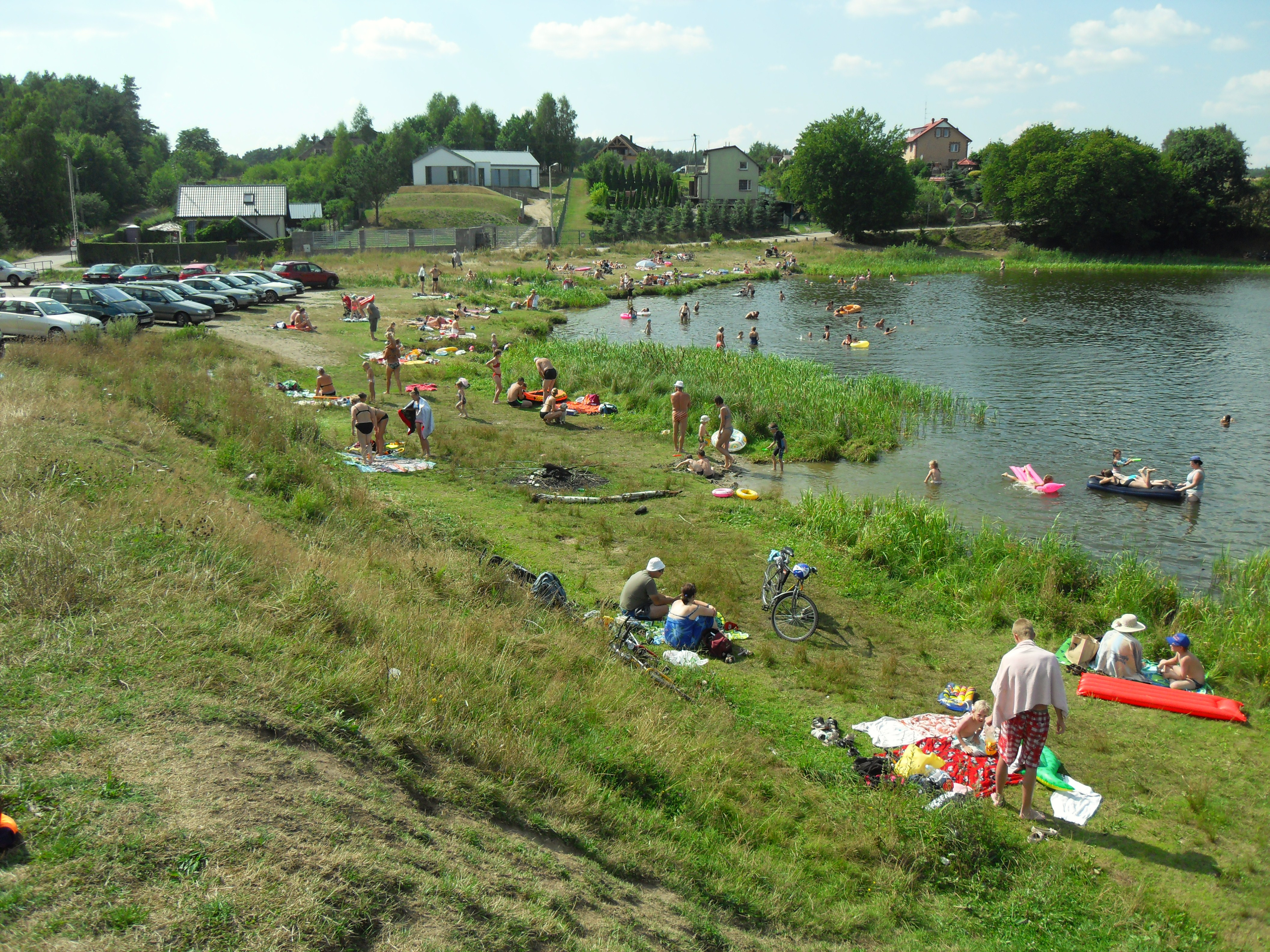
Jezioro Wysockie latem

Powierzchnia zwierciadła wody według różnych źródeł wynosi od 32,3 ha do 37,5 ha.
Zwierciadło wody położone jest na wysokości 131,2 m n.p.m. Głębokość maksymalna tego jeziora wynosi 5,9 m.
W 1991 wody jeziora zaliczono do III klasy czystości.